# Marguerite Higgins
Marguerite Higgins, coniugata Hall (Hong Kong, 3 settembre 1920 – Washington, 3 gennaio 1966), è stata una giornalista statunitense. Fu la prima donna insignita del Premio Pulitzer per il miglior giornalismo internazionale.

## Biografia
Nacque nel 1920 ad Hong Kong durante un viaggio d'affari dei genitori. Studiò dapprima in Francia e poi all'Università della California, dove cominciò ad interessarsi al giornalismo. Durante la seconda guerra mondiale si recò sul fronte occidentale come corrispondente di guerra, e seguendo le truppe statunitensi entrò nel campo di concentramento di Dachau a combattimenti ancora in corso tra US Army ed SS tedesche, e fu tra le prime a documentare gli orrori dell'Olocausto.
Allo scoppio della guerra di Corea Marguerite Higgins, che si trovava a Tokyo, si recò subito al fronte come corrispondente di guerra per il New York Herald Tribune, spesso partecipando in prima persona alle azioni militari delle truppe statunitensi e soccorrendo i feriti. Per il suo coraggio fuori dal comune, nel 1951 fu quindi insignita del Premio Pulitzer per il miglior giornalismo internazionale. Spesso era considerata un fastidio e un pericolo dagli stessi statunitensi, tanto che in un'occasione fu cacciata dagli accampamenti americani, salvo essere riammessa dopo essersi appellata al generale Douglas MacArthur.
Nel 1952 si sposò col generale del Corpo dei Marines William E. Hall, con cui ebbe tre figli. Si recò a corrispondere anche la guerra del Vietnam, di cui divenne una forte critica, denunciando le attività belliche degli Stati Uniti; in Vietnam contrasse la leishmaniosi, che la debilitò fortemente e la costrinse a rientrare in patria nel 1965. Morì l'anno successivo, e venne sepolta nel cimitero nazionale di Arlington.
Nel film sudcoreano La battaglia di Jangsari (2019) una delle protagoniste, la giornalista Maggie, interpretata da Megan Fox, è chiaramente ispirata alla figura di Margaret Higgins durante il suo periodo di corrispondente di guerra in Corea.